# Universität Malaysia Terengganu
Die Universiti Malaysia Terengganu (UMT) in der malaysischen Stadt Kuala Terengganu im Bundesstaat Terengganu ist eine 1979 gegründete staatliche Universität mit dem Schwerpunkt in Meereskunde und Meerestechnik.

## Geschichte
1979 wurde das Fishery and Marine Science Centre der Putra Universität Malaysia gegründet. 1996 wurde das Zentrum ein Außencampus der Universität und die Faculty of Fishery and Marine Science zog von Serdang in die Nähe von Kuala Terengganu. Der Campus wurde Universiti Putra Malaysia Terengganu genannt und die Fakultät in Faculty of Applied Science and Technology umbenannt. Auf dem Campus wurde zusätzlich die Faculty of Science and Professional Arts gegründet. Im Mai 1999 wurden die Fakultäten unter Kolej Universiti Terengganu (KUT) zusammengefasst und erhielt den Status einer assoziierten Hochschule der Putra Universität Malaysia. 2001 wurde die Hochschule selbstständig, erhielt den Status eines „University College“ und wurde in Universiti Sains dan Teknologi Malaysia (KUSTEM) umbenannt. Mit dem Erhalt des Status einer Universität am 1. Februar 2007 erhielt die Hochschule ihren heutigen Namen.

## Organisation
Die Hochschulleitung besteht aus dem Chancellor, einem Pro-Chancellor, dem Vice-Chancellor und mehrere Deputy Vice-Chancellor. Der Chancellor und der Pro-Chancellor sind Ehrenämter und werden durch bekannte Persönlichkeiten besetzt, während das hauptamtliche Management der Universität durch den Vice-Chancellor geleitet wird. Die gesamte Hochschulleitung wird durch ein Board of Directors beaufsichtigt.
Die Universität besteht aus folgenden Fakultäten, Instituten und Zentren
- School of Fundamental Sciences
- School of Informatics and Applied Mathematics
- School of Marine & Environmental Sciences
- School of Fisheries and Aquaculture Sciences
- School of Food Science and Technology
- School of Maritime Business & Management
- School of Ocean Engineering
- School of Social and Economic Development
- Centre for Fundamental and Liberal Education
- STEM Foundation Centre

- Institute of Oceanography and Environment
- Institute of Tropical Aquaculture and Fishery
- Institute of Marine Biotechnology
- Institute of Tropical Biodiversity and Sustainable Development
- Centre for Research and Innovation Excellence Planning
- Centre for Research and Innovation Management
- Centre for Research Field Service
- Research Management Center
- Graduate School